# Тит Сициний Сабин
Тит Сициний Сабин (лат. Titus Sicinius Sabinus) — римский политик и военачальник, консул 487 до н. э.
Дионисий Галикарнасский и Кассиодор называют его Сикцием (Siccius). Когномен устанавливается предположительно, так как неизвестно, кого из консулов 487 до н. э. звали Сабином, а кого — Туском.
В жестоком сражении у Велитр разгромил вольсков, предводитель которых Тулл Аттий погиб в бою. После возвращения в Рим справил триумф.
В 480 до н. э. был легатом у консула Гнея Манлия, и отличился в битве при Вейях, отбив у этрусков захваченный ими лагерь Манлия. Был за это награждён.
В кампанию 479 до н. э., будучи легатом у консула Тита Вергиния, спас от поражения рассеявшееся для грабежа римское войско, которое внезапно атаковали вейенты. Со своими отрядами он сдержал наступление противника, дав консулу время собрать людей.